# Homole (berg)
Homole är ett berg i Tjeckien.   Det ligger i regionen Mellersta Böhmen, i den centrala delen av landet, 60 km öster om huvudstaden Prag. Toppen på Homole är 282 meter över havet, eller 66 meter över den omgivande terrängen. Bredden vid basen är 17,8 km.
Terrängen runt Homole är huvudsakligen platt. Runt Homole är det ganska tätbefolkat, med 86 invånare per kvadratkilometer. Närmaste större samhälle är Kolín, 8,6 km sydväst om Homole. Trakten runt Homole består till största delen av jordbruksmark.